# Porites murrayensis
Porites murrayensis là một loài san hô trong họ Poritidae. Loài này được Vaughan mô tả khoa học năm 1918.